# 센티멘탈 밸류
《센티멘탈 밸류》(노르웨이어: Affeksjonsverdi)는 2025년 개봉 예정인 코미디 드라마 영화이다. 요아킴 트리에르가 감독과 공동각본을 맡았다. 제78회(2025년) 칸 영화제 심사위원대상 수상작이자 황금종려상 경쟁후보작이다.